# Guaias
Guaias (em espanhol: Guayas) é uma província do Equador localizada na região geográfica de Costa. Sua capital é a cidade de Guaiaquil. Possui este nome em função do rio Guaias, que corta a província. Cerca de 30% da população do Equador vive na província de Guaias.
Guaias faz divisa ao norte e a noroeste com a província de Manabí, a leste e nordeste com as províncias de Los Ríos e  Bolívar, ao sul com a província de El Oro, a leste com as províncias de Chimboraço, Cañar e Azuay e a oeste e sudoeste é banhado pelo golfo de Guaiaquil, oceano Pacífico.
O rio mais importante da província é o rio Daule, que corre do norte e se junta ao rio Babahoyo formando o rio Guaias.
As atividades principais da província são: a indústria, principalmente em Chimboraço; o refino de petróleo e a exploração de gás, na península de Santa Elena; e o turismo, por suas famosas praias entre as quais se destacam Salinas, Playas, Montañita, Olón e Manglaralto.

## Cantões
A província se divide em 28 cantões (capitais entre parênteses):
1. Jujan (Jujan)
2. Balao (Balao)
3. Balzar (Balzar)
4. Colimes (Colimes)
5. Coronel Marcelino Maridueña (Coronel Marcelino Maridueña)
6. Daule (Daule)
7. Durán (Durán)
8. El Empalme (El Empalme)
9. El Triunfo (El Triunfo)
10. Bucay (Bucay)
11. Guaiaquil (Guaiaquil)
12. Isidro Ayora (Isidro Ayora)
13. La Libertad (La Libertad)
14. Lomas de Sargentillo (Lomas de Sargentillo)
15. Milagro (Milagro)
16. Naranjal (Naranjal)
17. Naranjito (Naranjito)
18. Nobol (Nobol)
19. Palestina (Palestina)
20. Pedro Carbo (Pedro Carbo)
21. Playas (Playas)
22. Salinas (Salinas)
23. Samborondón (Samborondón)
24. Santa Elena (Santa Elena)
25. Santa Lucía (Santa Lucía)
26. Simón Bolívar (Simón Bolívar)
27. Urbina Jado (Salitre)
28. Yaguachi (Yaguachi)